# ロングブランチ (ニュージャージー州)
ロングブランチ（英: Long Branch）は、アメリカ合衆国ニュージャージー州のモンマス郡にある都市。人口は3万1667人（2020年）。ニューヨーク都市圏に含まれる。
ロングブランチは1867年4月11日に「ロングブランチ・コミッション」として、オーシャン・タウンシップの一部から形成された。1903年4月8日、住民投票の結果に基づき、ニュージャージー州議会の法により市として法人化され、ロングブランチ・コミッションからロングブランチ市になった。

## 歴史

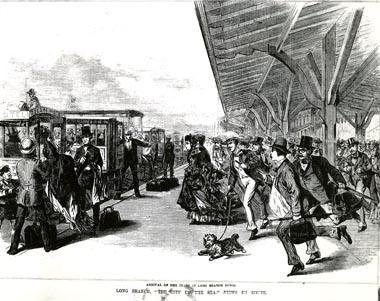
ロングブランチ駅、1873年

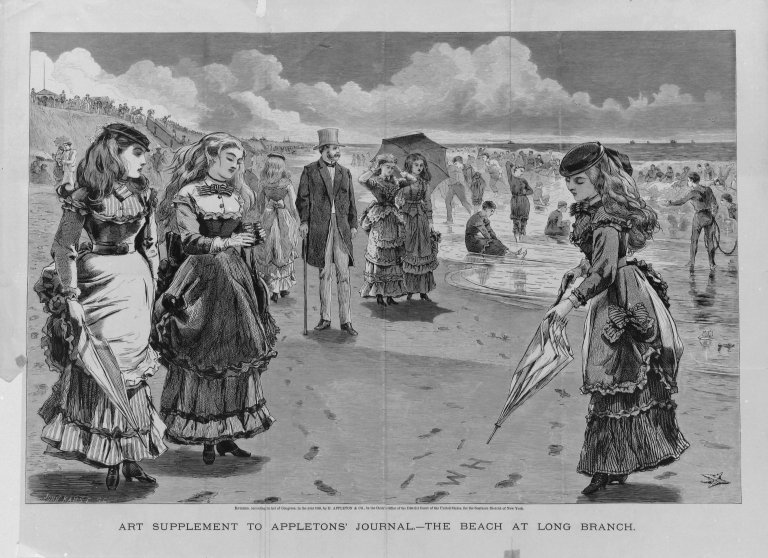
ロングブランチの海浜 - ウィンスロー・ホーマーによる木版画、1869年

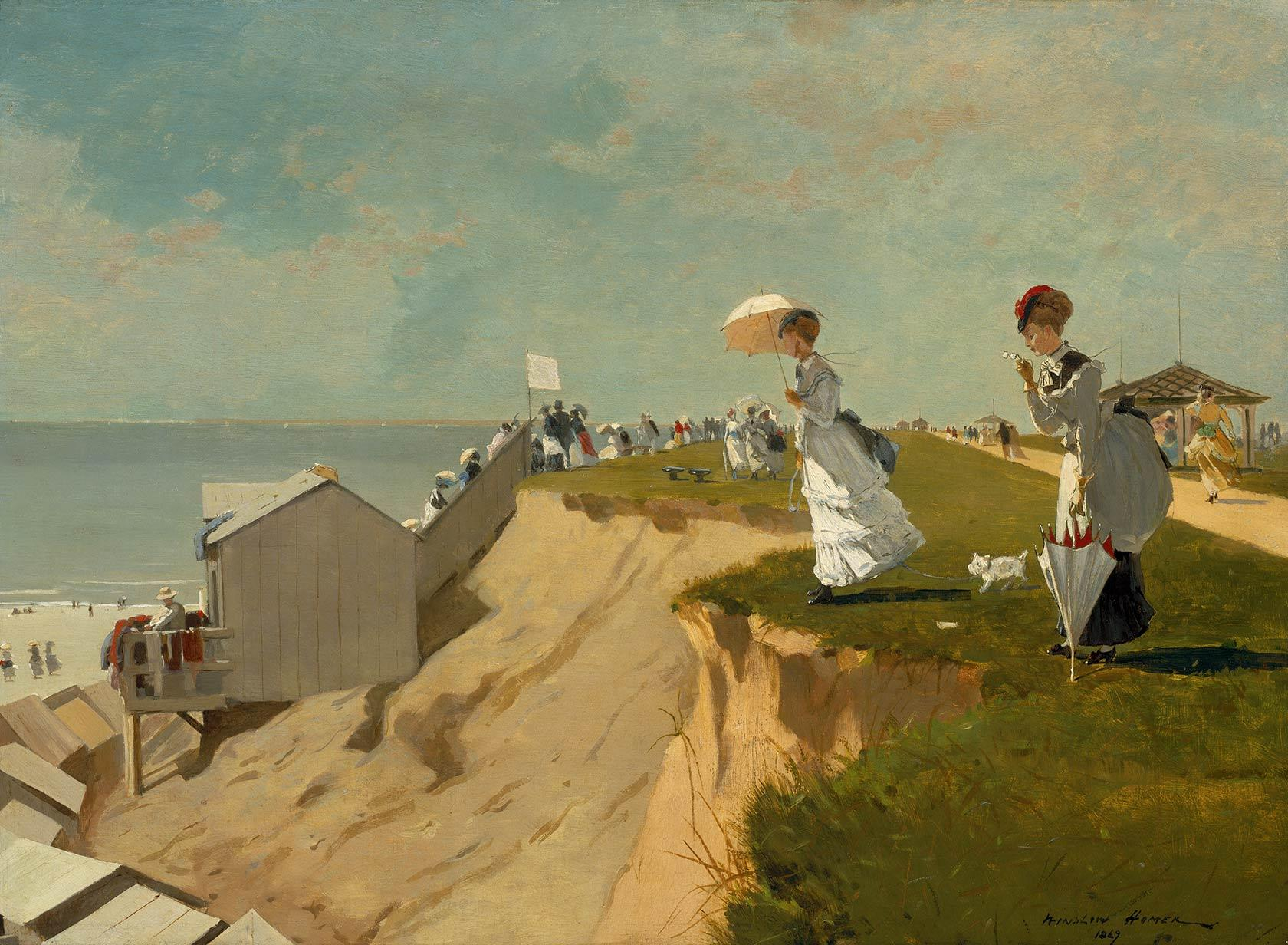
ロングブランチの海浜 - ウィンスロー・ホーマーによる油彩画、1869年

ロングブランチは18世紀後半から海浜リゾート町であり、サウスシュルーズベリー川の支流があるその場所から市名が付けられた。19世紀、東海岸の「ハリウッド」であり、当時の演劇界の偉大な人々やその他芸能人が集まり、演技を行った。歴代大統領の中でも、チェスター・A・アーサー、ジェームズ・ガーフィールド、ユリシーズ・グラント、ベンジャミン・ハリソン、ラザフォード・ヘイズ、ウィリアム・マッキンリー、ウッドロウ・ウィルソンがここを訪れた。海浜に近いセブン・プレジデンツ公園は彼らの訪問を記念した命名である。チャーチ・オブ・ザ・プレジデンツは7人の大統領が礼拝を行った場所であり、彼らに関わって残された唯一の建築物である。
ガーフィールド大統領は、1881年7月2日の銃撃後に、新鮮な空気と静かさが快復を助けるかもしれないという期待でロングブランチに連れて来られた。暗殺者の銃弾がその脊椎に残ったままだった。ガーフィールドは50歳の誕生日までちょうど2か月となった1881年9月19日にここで死んだ。ガーフィールドを運ぶ列車のために敷かれた鉄道の枕木で造られたガーフィールド・ティーハウスがエルベロンにある。
アメリカ西部開拓時代の有名なロングブランチ・サルーンはカンザス州ドッジシティにあるが、このサルーンの名前は最初の持ち主であるウィリアム・ハリスが付けたものであり、ハリスは故郷のロングブランチから西部に移って来ていた。
20世紀の初期では数軒のホテルと大きな敷地と多くの農園があるリゾート町だったが、その後人口が増加してきた。この時期にイタリア人、アイルランド人、ユダヤ人の移民が移ってきた。1950年代までにロングブランチは他の多くの町と同様、増え続ける人口を収容するために新しい住宅地と家屋を開発してきた。元の農園の多くは住宅型郊外地に変えられた。敷地や古い歴史的リゾートの多くが今も残っており、新しく追加されたものも多い。
映画の首都としてカリフォルニア州ハリウッドが興隆すると共に、ロングブランチは映画の中心としての活動の多くを失った。さらに1950年代半ばにガーデン・ステイト公園道路が開通すると、海岸の利用者はさらに南まで行くことができるようになり、ロングブランチの衰退を加速させた。1960年代、市民の不安が隣接するアズベリーパークでの暴動に発展し、海岸都市の住民の多くが海浜より西の郊外町に逃げた。それから数十年後、リゾート町の古くなり荒廃した部分が、一部は著名な公有地法を使って接収され再開発された。
ロングブランチは現在も人気あるリゾート地である、ニューヨーク市の多くの人々が、繁華な都市を逃れ、ロングブランチの海浜を楽しむために旅し、また移ってきている。フィラデルフィア地域からの観光客も呼んでいる。

### ハリケーン・サンディ
2012年10月29日、ロングブランチはハリケーン・サンディで破壊された幾つかの海岸町の1つとなった。サンディの風は強かったが、ロングブランチのロングビーチ島とシーブライトの間にあるという位置づけで、周りの水域に囲まれることがなかったので、かなり大きな守りの壁になった。このように本土には長所があったにも拘わらず、嵐の間にロングブランチでは数か所で洪水が起こった。多くの住人は9日間から15日間停電の状態だった。ボードウォークが破壊され、それを再建する市の計画は2015年に始まり、2016年夏までに完成することになっている。サンディによって被害を受けた後に再建されるボードウォークとして最後のものであり、ピア・ビレッジに合うように計画されている。

## 地理
ロングブランチはシュルーズベリー川の「長い支流」すなわち南支流からその名を得ている。
アメリカ合衆国国勢調査局に拠れば、市域全面積は6.283平方マイル (16.274 km2)であり、このうち陸地5.274 平方マイル (13.660 km2)、水域は1.009 平方マイル (2.614 km2)で水域率は16.06%である。

### 地区

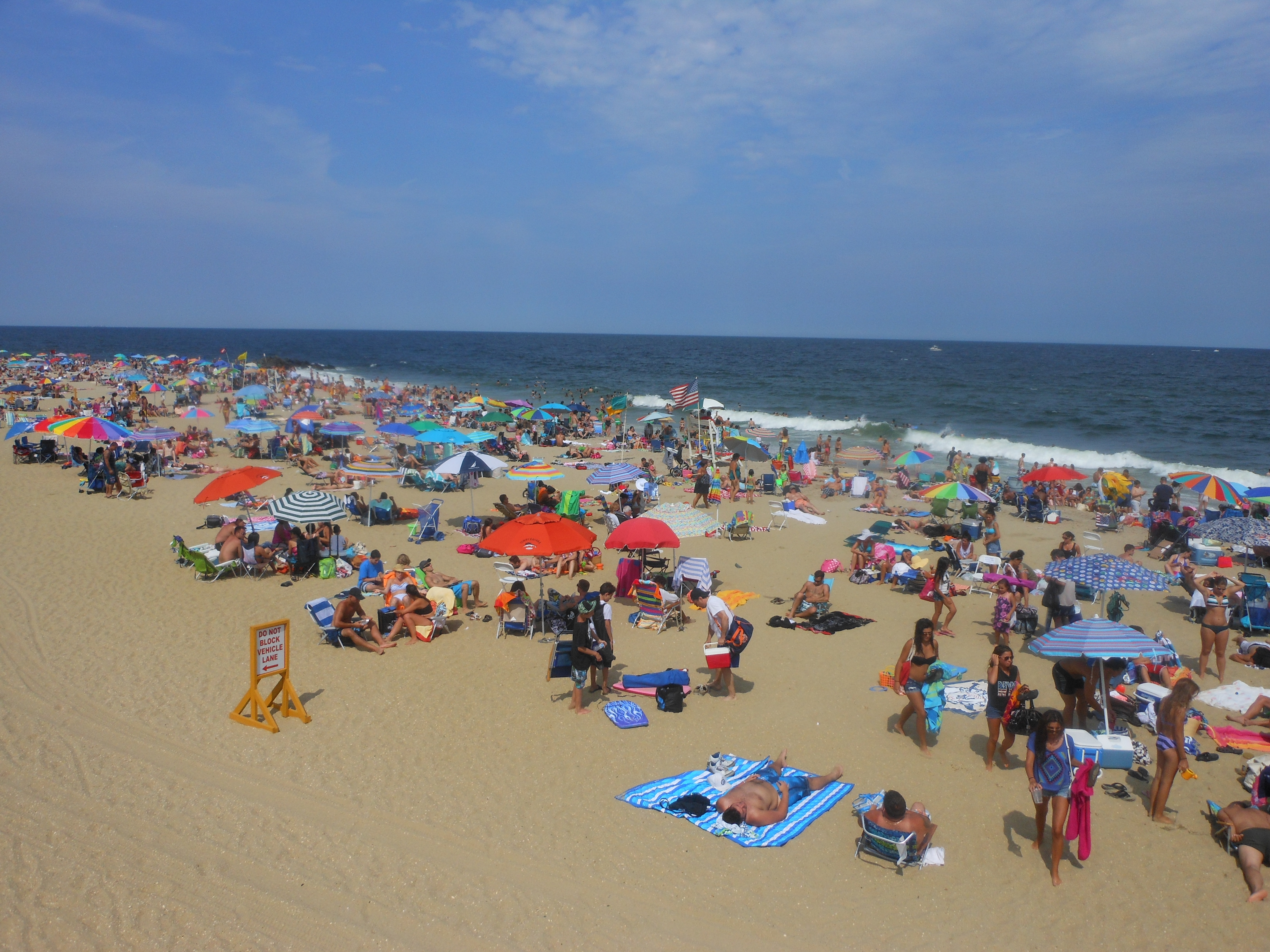
ロングブランチ

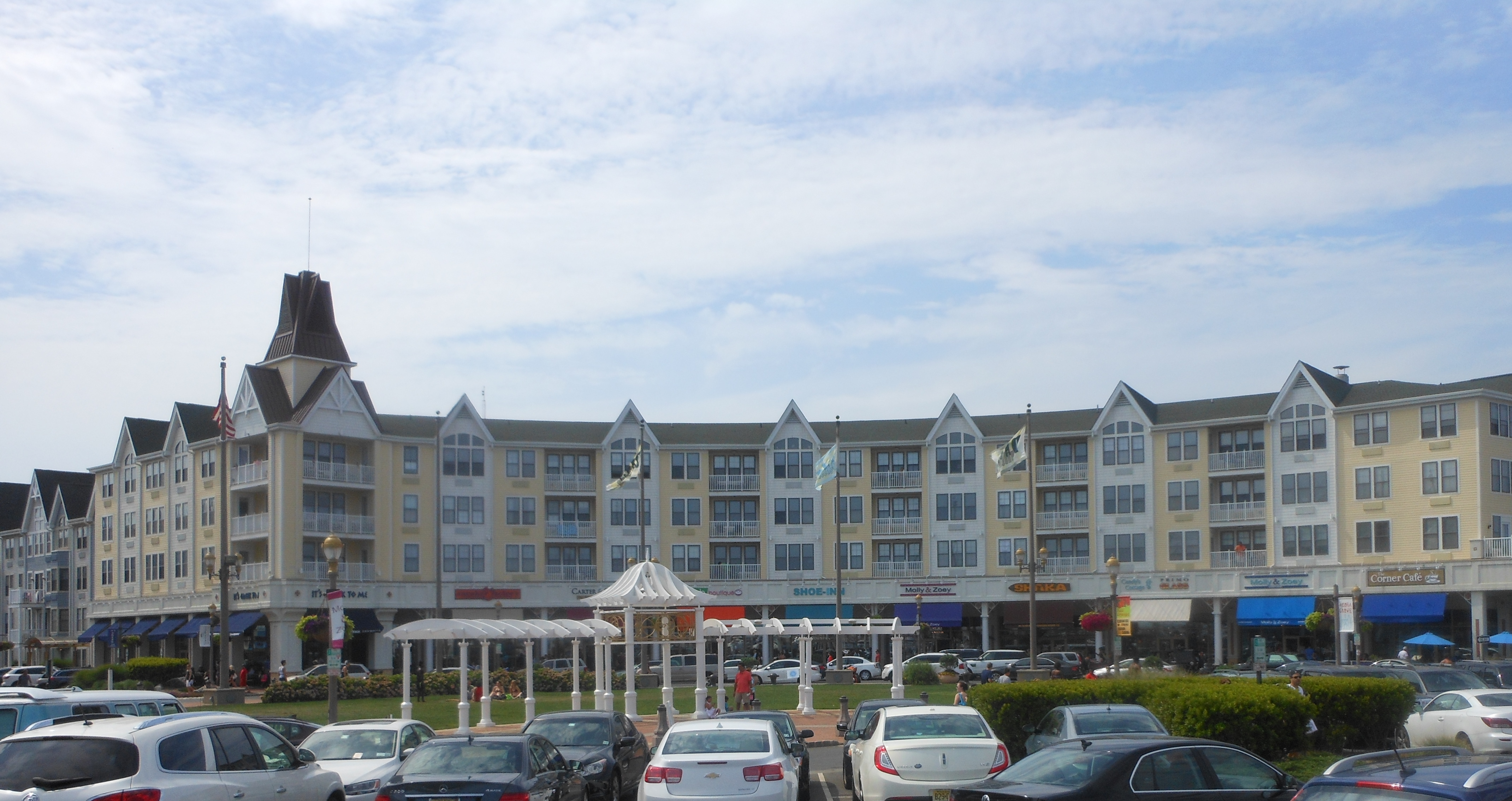
ロングブランチのピア・ビレッジ

ロングブランチ市には幾つかはっきりわかる地区や地域があり、それぞれ独自の性格を持っている。市内にその部分あるいは全部が入っている未編入領域としては、ブランチポート、イーストロングブランチ、エルベロン（郵便番号は07740）、ハリウッド、ケンジントンパーク、ノースロングブランチ、プレジャーベイ、ウェストエンドがある。その他の地域としては、ノースエンド（以前はアトランティックビル）、ビーチフロントノースとビーチフロントサウス（ピア・ビレッジを含む、元はレアード通りの外れ、ロングブランチ桟橋のあった場所に隣接）、ダウンタウン、アップタウンがある。市の再開発計画が拡張を続け、ローワー・ブロードウェイ地域（市の中心街の一部）が芸術地区になる予定である。
過去、ロングブランチはアズベリーパークと共に海浜を楽しむ人の大きな目的地であり、観光客と上流階級の意味合いを享受していた。ロングブランチにはセブン・プレジデンツ・オーシャンフロント公園がある。これはこの流行のリゾート地を訪れたユリシーズ・グラント、チェスター・A・アーサー、ラザフォード・ヘイズ、ベンジャミン・ハリソン、ウィリアム・マッキンリー、ウッドロウ・ウィルソン、ジェームズ・ガーフィールドという7人のアメリカ合衆国大統領にちなむ命名である。
国内初の海岸リゾート地としてロングブランチの名声は第二次世界大戦後の時代に萎んでいった。この時代の終わりを告げる画期的な出来事は1987年6月8日、市の歴史でも最大の火事でランドマークとなっていたアミューズメントピアーや、隣接する幽霊屋敷、「キッズワールド」アミューズメントパーク、その他企業を破壊した時だった。

### 計画開発
ブロードウェイ・センターはロングブランチに計画される娯楽と商業の中心地であり、市政府と市のためにマスタープランを制作したトンプソン・デザイン・グループが計画した。この施設は小売店、カフェ、バー、レストランと2つの劇場、さらに1,500台分の駐車場の上に500戸の新しい住居を提供する計画である。建築会社のヘルムス・オバタ・アンド・カッサバウムが設計する予定である。
2013年6月、市は鉄道駅周辺の地域をトランジット・ビレッジに指定することを承認し、再活性化と密度の濃い開発に対して動機づけを与えることができるようにした。
オーシャンフロントに幾つか中層の建物が並んでいる。2013年12月、新たに12階建て住居棟の計画が承認された。

## 経済
ロングブランチの一部は都市産業ゾーンに入っている。ゾーン内で雇用を促進できるメリット以外に、資格ある店で消費者は消費税を州平均の7%ではなく3.5%に減らして払うことができる。

## 人口動態

### 2010年国勢調査
以下は2010年国勢調査による人口統計データである。
| 基礎データ - 人口: 30,719 人 - 世帯数: 11,753 世帯 - 家族数: 6,876 家族 - 人口密度: 2,248.8人/km2（5,824.4 人/mi2） - 住居数: 14,170 軒 - 住居密度: 1,037.3軒/km2（2,686.7 軒/mi2） 人種別人口構成 - 白人: 65.30% - アフリカン・アメリカン: 14.21% - ネイティブ・アメリカン: 0.55% - アジア人: 2.13% - 太平洋諸島系: 0.08% - その他の人種: 13.24% - 混血: 4.49% - ヒスパニック・ラテン系: 28.07% 年齢別人口構成 - 18歳未満: 21.7% - 18-24歳: 12.2% - 25-44歳: 31.1% - 45-64歳: 23.8% - 65歳以上: 11.3% - 年齢の中央値: 34歳 - 性比（女性100人あたり男性の人口） - 総人口: 100.3 - 18歳以上: 98.3 | 世帯と家族（対世帯数） - 18歳未満の子供がいる: 26.3% - 結婚・同居している夫婦: 36.2% - 未婚・離婚・死別女性が世帯主: 15.6% - 非家族世帯: 41.5% - 単身世帯: 31.0% - 65歳以上の老人1人暮らし: 9.6% - 平均構成人数 - 世帯: 2.60人 - 家族: 3.23人 収入と家計（2006年から2010年のアメリカン・コミュニティ・サーベイ統計） - 収入の中央値 - 世帯: 52,792米ドル - 家族: 56,778米ドル - 性別 - 男性: 36,404米ドル - 女性: 33,397米ドル - 人口1人あたり収入: 30,381米ドル - 貧困線以下 - 対人口: 14.5% - 対家族数: 11.5% - 18歳未満: 26.7% - 65歳以上: 9.6% |

### 2000年国勢調査
以下は2000年国勢調査による人口統計データである。
| 基礎データ - 人口: 31,340 人 - 世帯数: 12,594 世帯 - 家族数: 7,248 家族 - 人口密度: 2,318.1人/km2（6,008.6 人/mi2） - 住居数: 13,983 軒 - 住居密度: 1,034.3軒/km2（2,680.9 軒/mi2） 人種別人口構成 - 白人: 68.03% - アフリカン・アメリカン: 18.66% - ネイティブ・アメリカン: 0.36% - アジア人: 1.64% - 太平洋諸島系: 0.05% - その他の人種: 7.08% - 混血: 4.19% - ヒスパニック・ラテン系: 20.67% | 年齢別人口構成 - 18歳未満: 23.8% - 18-24歳: 10.2% - 25-44歳: 32.4% - 45-64歳: 20.8% - 65歳以上: 12.9% - 年齢の中央値: 35歳 - 性比（女性100人あたり男性の人口） - 総人口: 94.3 - 18歳以上: 91.6 世帯と家族（対世帯数） - 18歳未満の子供がいる: 27.0% - 結婚・同居している夫婦: 36.9% - 未婚・離婚・死別女性が世帯主: 15.9% - 非家族世帯: 42.4% - 単身世帯: 34.1% - 65歳以上の老人1人暮らし: 10.5% - 平均構成人数 - 世帯: 2.47人 - 家族: 3.19人 | 収入と家計 - 収入の中央値 - 世帯: 38,651米ドル - 家族: 42,825米ドル - 性別 - 男性: 37,383米ドル - 女性: 27,026米ドル - 人口1人あたり収入: 20,532米ドル - 貧困線以下 - 対人口: 16.7% - 対家族数: 13.9% - 18歳未満: 23.3% - 65歳以上: 13.3% |

## 政府

### 市政府
ロングブランチ市はフォークナー法（正式には選択的自治体認証法と呼ばれる）の首長・立法委員会の政府形態プランAを採っている。1966年7月1日に直接請求によって法制化された。政府は1人の市長と5人の市政委員で構成され、全て全市を選挙区に無党派選挙で選ばれ、任期は全て同時に4年間である。
市政委員のジョン・"ファズ"・ザンブラノが2006年7月20日に連邦裁判所で、連邦捜査局の情報提供者から賄賂1,000ドルを受け取ったことを認めて有罪とされ、市政委員を辞任した。その空いた席はプエルトリコ人社会の指導者であるジャクリーン・ビドルが継ぎ、2006年11月の一般選挙まで務めた。

### 連邦、州、郡への代表
ロングブランチ市は、アメリカ合衆国下院議員の選挙で、ニュージャージー州第6選挙区に属している。州議会下院では第11選挙区に入っている。

### 政治
2011年3月23日時点で、登録有権者総数は13,442 人であり、そのうち4,293人、31.9%が民主党に、1,783人、13.3%が共和党に、7,358人、54.7%が無党派に登録されている。その他の政党は8人である。
2012年アメリカ合衆国大統領選挙では、民主党のバラク・オバマは5,421票、64.5%、共和党のミット・ロムニーが2,897票、34.5%、その他の候補者が81票、1.0%という結果だった。登録有権者14,289人のうち、8,470人、59.3%が投票し、71票が無効だった。
2008年アメリカ合衆国大統領選挙では、民主党のバラク・オバマは6,171票、61.2%、共和党のジョン・マケインが3,600票、35.7%、その他の候補者が98票、1.0%という結果だった。登録有権者14,433人のうち、10,090人、69.9%が投票した。2004年アメリカ合衆国大統領選挙では、民主党のジョン・ケリーが5,724票、58.0%、共和党のジョージ・W・ブッシュが4,001票、40.5%、その他の候補者が99票、0.7%だった。登録有権者14,563人のうち、9,870人、67.8%が投票した。
2013年ニュージャージー州知事選挙では、共和党のクリス・クリスティが2,621票、57.4%、民主党のバーバラ・ブオノが1,876票、41.1%、その他の候補者が71票、1.6%だった。登録有権者14,129人のうち、4,677人、33.1%が投票した。109票が無効票だった。2009年ニュージャージー州知事選挙では、民主党のジョン・コーザインが2,714票、48.1%、共和党のクリス・クリスティが2,523票、44.7%、独立系のクリス・ダゲットが320票、5.7%、その他の候補者が48票、0.9%だった。登録有権者13,812人のうち、5,645人、40.9%が投票した。

## 教育
ロングブランチ市の公共教育はロングブランチ公共教育学区が運営しており、就学前から12年生までの児童生徒に対応している。州全体に31ある元アボット学区の1つである。これはニュージャージー州学校開発局の監督に基づき学校校舎の建設と改修の費用を州が負担することを要求するものであり、「SDA学区」と呼ばれている。ロングブランチ市の公立学校は全て無料である。これは、3歳から5歳の児童に全日で対応する学区内就学前プログラムも同様である。児童生徒には毎朝朝食が無償で提供されている。さらに夏の大半では、無料夏季プログラムが行われている。
2011年から2012年の教育年度で、この学区には8つの学校があり、5,396 人の児童生徒が学び、教師は常勤換算で505.5人、生徒・教師比率は10.67対1だった。学区内の学校は以下の通りである。生徒数は教育統計全国センターによる。
- レナ・W・コンロー学校[61]、幼稚園前と幼稚園、児童数369人
- ジョセフ・フェライナ初期児童学習センター[62]、幼稚園前と幼稚園、児童数343人
- モリス・アベニュー学校[63]、幼稚園前と幼稚園、児童数433人
- アメリゴ・A・アナスタシア学校[64]、1年生から5年生、児童数749人
- ジョージ・L・カトラボーン小学校[65]、1年生から5年生、2014年新設
- グレゴリー学校[66]、1年生から5年生、児童数804人
- ウェストエンド学校、廃校
- ロングブランチ中学校[67]、6年生から8年生、生徒数943人
- ロングブランチ高校[68]、9年生から12年生、生徒数1,113人
- アカデミー・オブ・オルターナティブ・プログラム[69]、元は3年生から5年生、児童数341人、オードレー・W・クラーク学校[70]

ジョージ・L・カトラボーン小学校は、総費用4,000万ドル以上、児童数800人、校舎の床面積109,000平方フィート (10,100 m2) で設計され、工事は2012年に始まった。2014年から2015年の教育年度開始時点で、学区の再編が行われ、ウェストエンド学校を廃校に、モリス・アベニュー学校を初期児童用に、オードレー・W・クラーク学校をオルターナティブ学校に転換した。
シーショア学校は私立、幼稚園から8年生を教える学校であり、1学級は生徒16人までとなっている。
ローマ・カトリック教会トレントン教区は、ホリートリニティ学校（幼稚園から8年生）の入学者数が減ったので、2006年6月に閉鎖した。

## 交通

### 道路と高規格道
ロングブランチ市の中には総延長89.49マイル (144.02 km) の道路がある。そのうち80.10マイル (128.91 km) が市の保守に、6.26マイル (10.07 km) がモンマス郡、3.13マイル (5.04 km) がニュージャージー州交通省の管轄である。
ニュージャージー州道36号線と同71号線が市内を通っている。

### 公共交通機関
ロングブランチ市は、ニュージャージー・トランジットの鉄道ノースジャージー海岸線によって、ニューヨーク市や北ニュージャージー州と結ばれている。ロングブランチ駅は、海浜から3ブロック離れているだけである。電化区間の終端であり、南に進む乗客はディーゼルエンジン牽引の列車に乗り換える必要がある。2つ目の駅がディール・ボロのすぐ北、エルベロン地区にある。昔はウェストエンド地区とブロードウェイにも駅があったが、ニューヨーク市までの所要時間を減らすために閉鎖された。
地元のバス便はニュージャージー・トランジットの831系統と837系統を利用できる。

## 著名な出身者

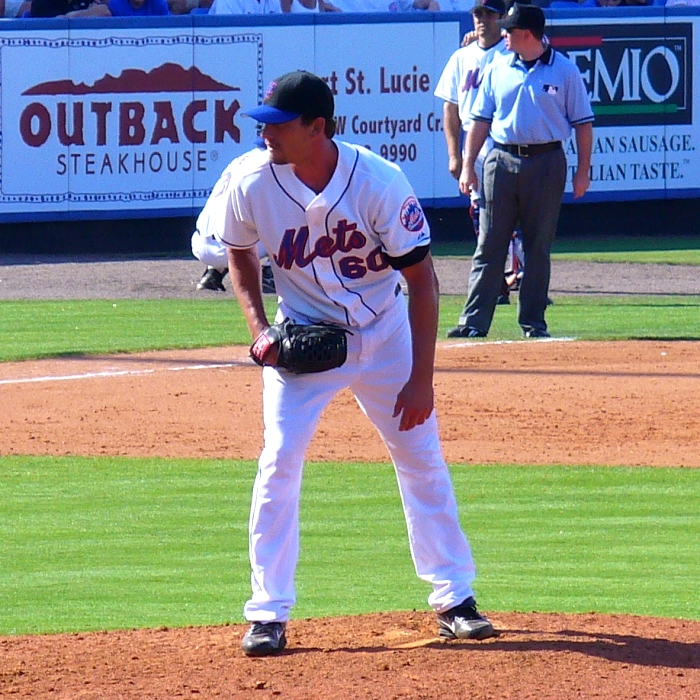
スコット・ショーエンワイス

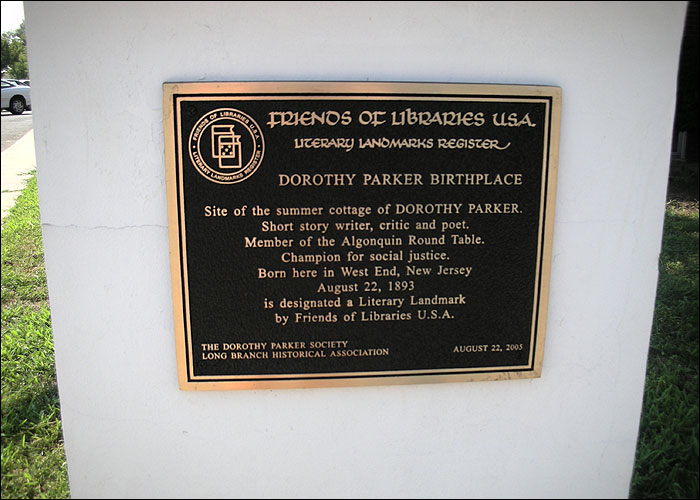
ドロシー・パーカーの生誕地

ロングブランチ市で生まれ、居住し、あるいは密接な関わりがあった著名人は以下のとおりである。
- リチャード・アンダーソン（1926年 - ）、俳優、テレビドラマシリーズ『600万ドルの男』や『地上最強の美女バイオニック・ジェミー』のオスカー・ゴールドマン役で知られる[80]
- ポール・コーエン（1934年–2007年）、数学者、フィールズ賞受賞、 強制法を発展させ、連続体仮説と公理は独立であることを証明した[81]
- フレデリック・ダグラス（1818年–1895年）、奴隷制度廃止運動家、短期間ロングブランチに住んだが、その家を火事で焼失した[82]
- ジョーン・フィールド（1915年–1988年）、ヴァイオリニスト[83]
- ジェームズ・ガーフィールド（1831年–1881年）、第20代アメリカ合衆国大統領、狙撃された後、ロングブランチで死んだ[18]
- ハリー・レイ（1946年 - ）、リズム・アンド・ブルース男性ボーカルグループ「レイ、グッドマン&ブラウン」のメンバー[84]
- ギャレット・A・ホーバート（1844年–1899年）、第24代アメリカ合衆国副大統領（ウィリアム・マッキンリー政権）[85]
- ウィンスロー・ホーマー（1836年–1910年）、画家、ボードウォークを散策するヴィクトリア朝女性の絵を制作した1869年に、ロングブランチに滞在した[86]
- ノーマン・メイラー（1923年–2007年）、小説家[87]
- ドロシー・パーカー（1893年–1967年）、作家、アルゴンキン・ラウンド・テーブルのメンバー、1893年8月22日にオーシャン・アベニュー792で生まれた。その場所には国立の文学碑が建てられている[88]
- スコット・ショーエンワイス（1973年 - ）、メジャーリーグベースボール選手、ニューヨーク・メッツ他[89]
- ブルース・スプリングスティーン（1949年 - ）、シンガーソングライター、ロングブランチで生まれ、フリーホールド・ボロで育った。アルバム『明日なき暴走』を制作した[90]
- フィル・ビラピアーノ（1949年 - ）、NFL選手、プロボウルに4回出場した。オークランド・レイダースで第11回スーパーボウルに優勝[91]
- バーニー・ウォーレル（1944年 - ）、キーボード奏者、パーラメント (バンド)とファンカデリックの設立メンバー[92]

## 大衆文化の中で
- アクセステレビのリアリティ番組『Bikini Barbershop』の舞台はロングブランチのオーシャン大通りになっている[93]。
- ケーブルテレビHBOの番組『ザ・ソプラノズ 哀愁のマフィア』は、ロングブランチがアドリアナ・ラ・セルバのナイトクラブ「クレイジーホース」のある場所となっている[94]。「The Blue Comet」のエピソードでは、トニー・ソプラノが隠れる家がノースロングブランチの浜辺近くにある。